# Lhota (Háj ve Slezsku)
Lhota (německy Ellgoth) je vesnice a bývalá obec, ležící v Českém Slezsku jižně od řeky Opavy. Administrativně je v současnosti místní částí obce Háj ve Slezsku v okrese Opava. Vesnice leží asi 2,5 km západně od svojí mateřské obce. Na zdejší železniční trati, spojující ves s Ostravou a Opavou, se nachází železniční stanice Lhota u Opavy. Stejný název jako železniční stanice, má i katastrální území vsi, jež má rozlohu 2,4401 km².

## Historie
První písemná zmínka o Lhotě pochází z roku 1413. Od roku 1433 měla společné majitele se Smolkovem. Malá část katastru (meandr řeky Opavy) byla v letech 1742-1920 v rámci Hlučínska součástí pruské provincie Slezsko. V letech 1938-1939 byla vesnice v rámci nacistického Německa součástí nejprve Sudetoněmeckých území, poté v letech 1939-1945 říšské župy Sudety.

## Památky
- Černý kříž
- vodní mlýn
- kaple sv. Jana Nepomuckého
- hasičská zbrojnice

## Představitelé obce
| jméno             | funkce                    | doba působení            |
| ----------------- | ------------------------- | ------------------------ |
| Jakub Kadula      | fojt                      | 1787                     |
| Karel Žídek       | rychtář                   | 1837                     |
| Jan Tichý         | starosta                  | 1890                     |
| Julius Hudeček    | starosta                  | 1910 a 1925              |
| Jan Havlíček, ml. | starosta                  | 1918                     |
| Urbánek František | starosta                  | 1930 – 1939              |
| Adolf Mendel      | jmenovaný starosta        | 1938 – 1943              |
| Erwin Hoffmann    | jmenovaný starosta        | 1943-1945                |
| Antonín Otahal    | předseda národního výboru | 24.4. 1945 – 13.5. 1945  |
| František Petřík  | předseda národního výboru | 13.5. 1945 – 10.10. 1946 |
| Emil Závadský     | předseda národního výboru | 10.10 1946 – 1952        |
| Josef Kaštovský   | předseda národního výboru | 1952 – 1954              |
| Arnošt Vonšík     | předseda národního výboru | 1954 – 1960              |
| Albert Exner      | předseda národního výboru | 1960 – 1965              |
| Jaroslav Samek    | předseda národního výboru | 1965 – 1976              |
| Václav Bielka     | předseda národního výboru | 1976 – 1978              |

V roce 1978 byla obec Lhota sloučena s obcí Háj ve Slezsku a ztratila tak svoji vlastní samosprávu.

## Galerie

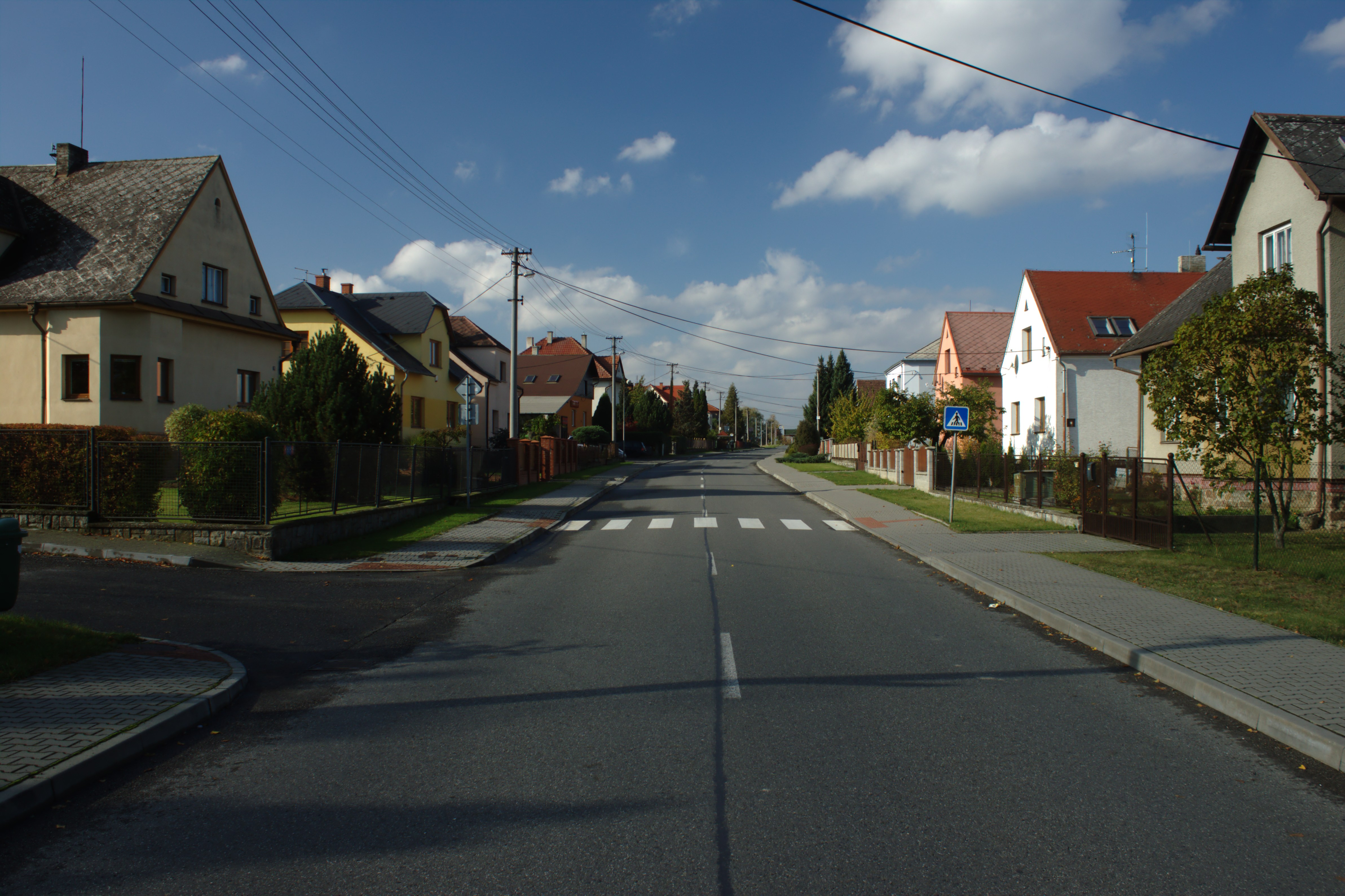
Hlavní silnice
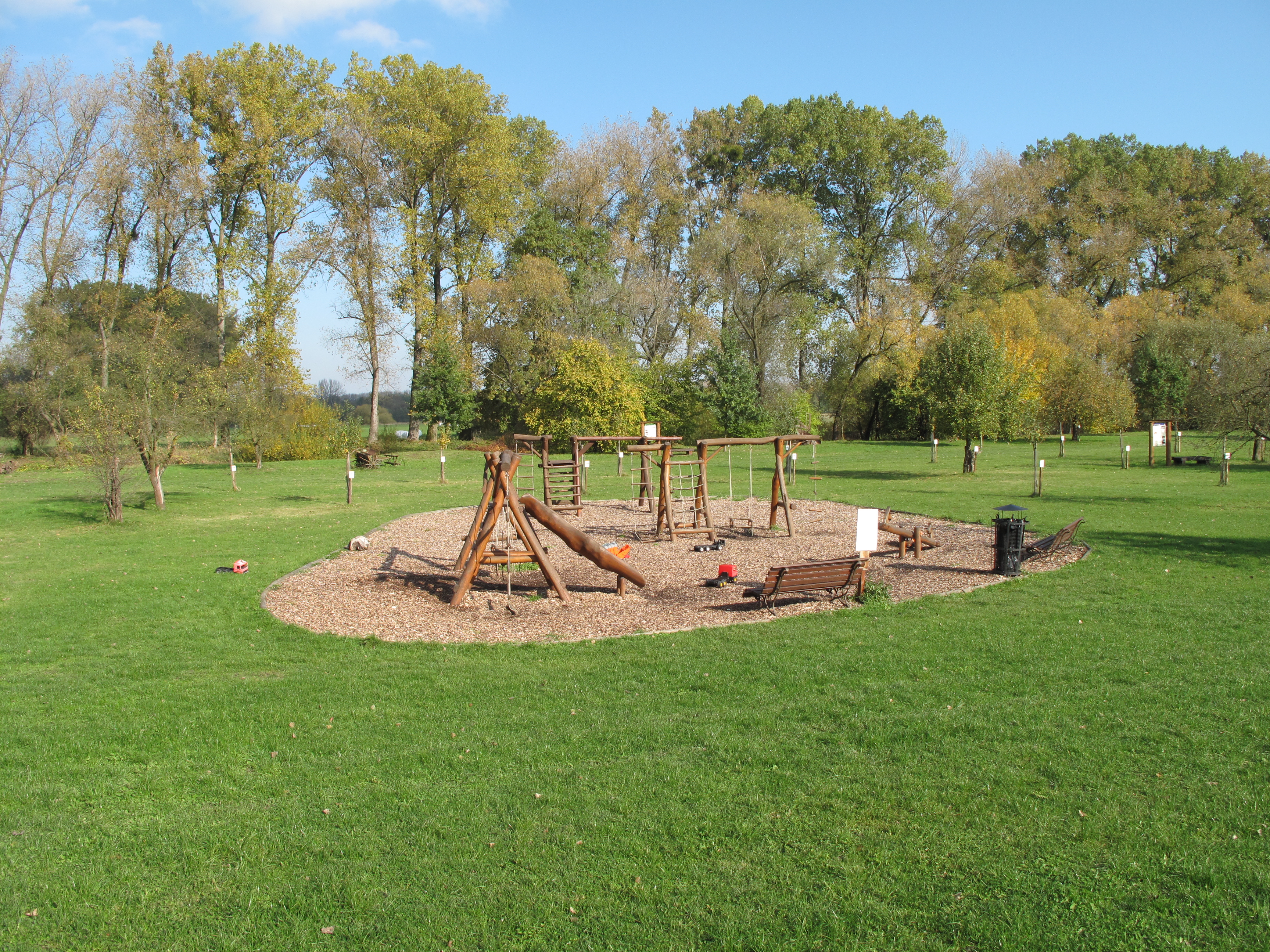
Dětské hřiště u mlýna
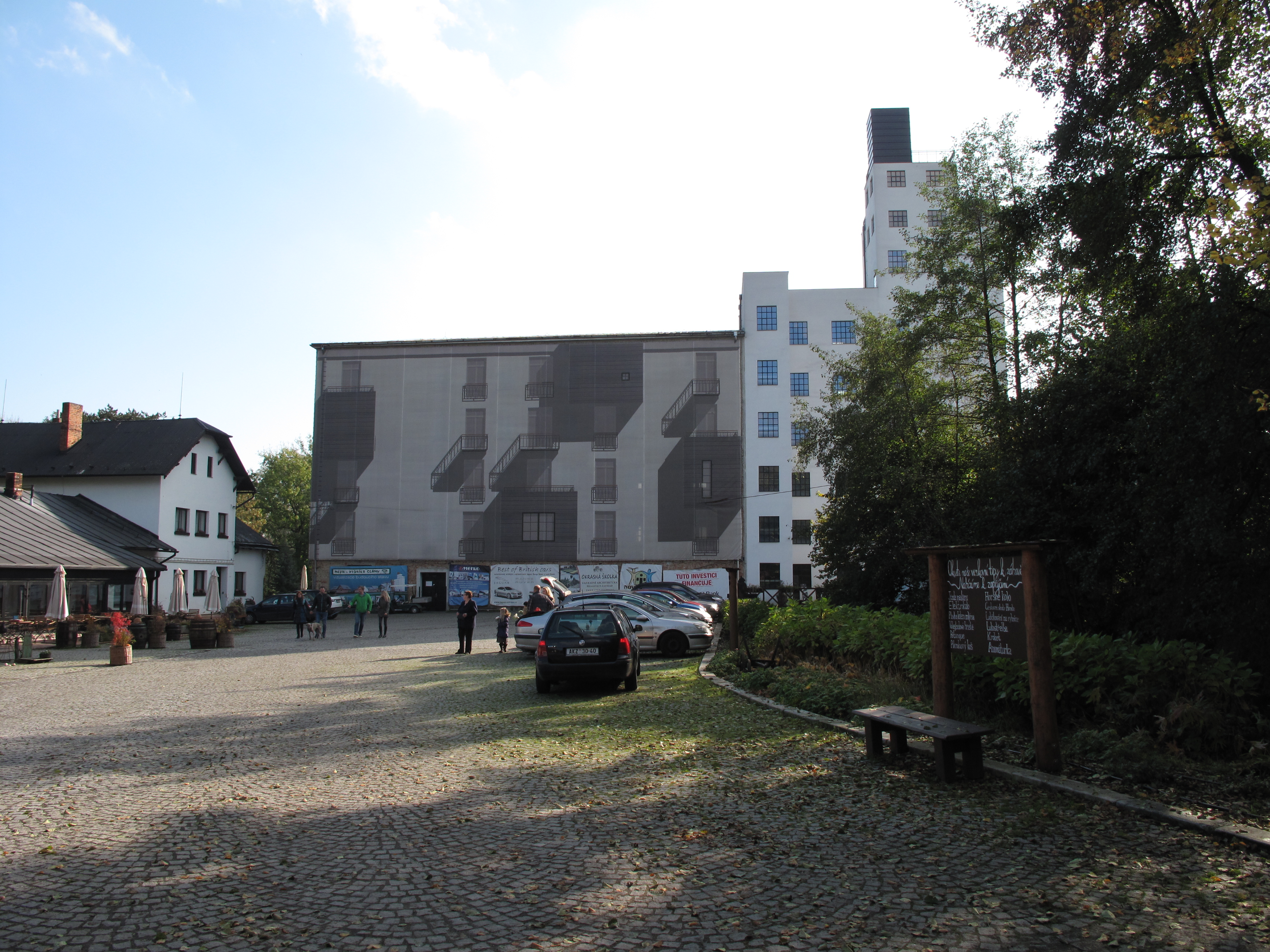
Bývalý mlýn